# .357 Magnum
 (novembre 2024).
Si vous disposez d'ouvrages ou d'articles de référence ou si vous connaissez des sites web de qualité traitant du thème abordé ici, merci de compléter l'article en donnant les références utiles à sa vérifiabilité et en les liant à la section « Notes et références ».
Le .357 Magnum est un calibre de cartouche essentiellement employé pour les revolvers, de rares fois dans des pistolets et plus fréquemment dans des carabines. Sa désignation métrique est 9 × 33 mm R. Il est doté d'un étui à bourrelet qui le rend difficile à chambrer dans une arme à rechargement automatique.
Il s'agit d'une munition polyvalente adaptée au combat, au tir récréatif, à la chasse et au tir sur cible. Créé par Elmer Keith et le constructeur d'armes à feu Smith & Wesson, il est extrapolé à partir du .38 Special. 	
Le .357 Magnum a été introduit en 1934 et a connu une diffusion de plus en plus large. Son nom est inspiré du format des bouteilles, il s'agit en effet d'une .38 Special dont l'étui a été allongé.

## Technique
Alors que le .38 Special présente une pression d'un maximum de 16 500 CUP (Copper Units of Pressure), le .357 Magnum développe quant à lui une pression de 35 000 CUP. L'objectif était de créer une cartouche d'arme de poing offrant une bonne pénétration, une trajectoire tendue et une longue portée. Afin d'éviter de désastreux accidents consécutifs à l'emploi de cartouche de .357 dans d'anciens et fragiles revolvers destinés au .38 Special, l'étui est allongé de 3,429 mm.
Elmer Keith est le principal créateur de cette munition. Il a ainsi créé un .38 Special fonctionnant à une pression plus élevée, rendue possible par la disponibilité de revolvers plus lourds destinés au tir sur cible, comme le Smith & Wesson 38/44 Heavy Duty et Outdoorsman, qui étaient des revolvers conçus pour des cartouches de .44 mais qui étaient chambrés en .38.
Les revolvers qui chambrent le .357 Magnum ont l'avantage de pouvoir également tirer le .38 Special, qui présente un recul, une détonation et une flamme à la bouche inférieurs.

## Usages

### Chasse
Le .357 Magnum a été conçu pour la chasse. Il est à peu près équivalent pour cette activité au .45 Colt, mais bénéficie d'une trajectoire plus tendue qui améliore les chances de succès, notamment pour la chasse au petit gibier jusqu’à une distance de 70 mètres environ. Il permet de chasser au maximum des animaux de la taille d'un Cerf de Virginie (60 à 100 kg), mais il requiert alors de tirer à courte portée et avec précision.
Le .44 Magnum, .454 Casull ou le .41 Magnum sont plus adaptés pour la chasse au gros gibier, tel que les ongulés ou les ours qui ont une constitution beaucoup plus forte que celle de l'homme.
Le .357 Magnum connut également le succès comme munition de carabine, telles que les armes à levier de sous-garde que l'on connaît sous le nom de Winchester dans les westerns. Grâce à la longueur de canon de ces armes d'épaules, la vitesse à la bouche atteint 550 m/s, ce qui la rend plus polyvalente que la .30 Carbine ou la .32-20 Winchester.

### Combat
Le .357 Magnum est considéré comme une excellente cartouche de combat et jouit toujours de la réputation de posséder le meilleur pouvoir d'arrêt parmi les munitions d'arme de poing. Bien que conçu pour la chasse, il fut cependant rapidement adopté par la police ainsi que par les particuliers pour des applications dites d'autodéfense. Sa trajectoire plate et son recul modéré entre les mains d'un bon tireur sont ses meilleurs atouts. Cependant, son plus grand handicap demeure sa forte détonation qui peut endommager l'ouïe si le tireur fait feu à l'intérieur d'une pièce plutôt qu'à l'extérieur. Certaines munitions de .357 sont chargées avec de la poudre lente et cela produit un éclair de bouche qui peut désorienter le tireur s'il fait feu la nuit. Ses deux meilleurs projectiles sont le 125 grains (8,10 g) semi-chemisé à pointe creuse, et le projectile en plomb moulé de 158 grains (10,24 g) avec un alliage solide de linotype.
Dans les années 1930, le .357 Magnum était particulièrement adapté pour transpercer la carrosserie des voitures et les gilets pare-balles en acier de l'époque. La version dotée d'une balle spécifiquement destinée à percer le métal connut un grand succès aux États-Unis auprès des patrouilles autoroutières et des autres organisations de la police. Durant la guerre de Corée, la munition .357 magnum chemisée s'est avérée efficace contre les gilets pare-balles portés par les soldats nord-coréens[réf. nécessaire].
Le revolver ayant été très largement remplacé par des pistolets semi-automatiques à grande capacité dans les unités de police, le .357 Magnum ne connait plus qu'une utilisation marginale en dehors des utilisateurs civils.
Le .357 Magnum est un concurrent direct du .38 Super qui a été conçu pour les pistolets semi-automatiques et qui connait un certain succès auprès des tireurs sportifs.

### Quelques armes chambrées en .357 Magnum
- Pistolets : IMI Desert Eagle, Coonan .357 Magnum, Contender.
- Revolvers : Colt Single Action Army, Colt Python; Colt Boa, Manurhin MR 73, Manurhin F1/X1 Spécial Police, Ruger Blackhawk, Ruger GP100, S&W Model 27, S&W Model 686, Taurus 65/Taurus 66, Taurus Tracker 627, modèles Sentinel Mark des revolvers High Standard.

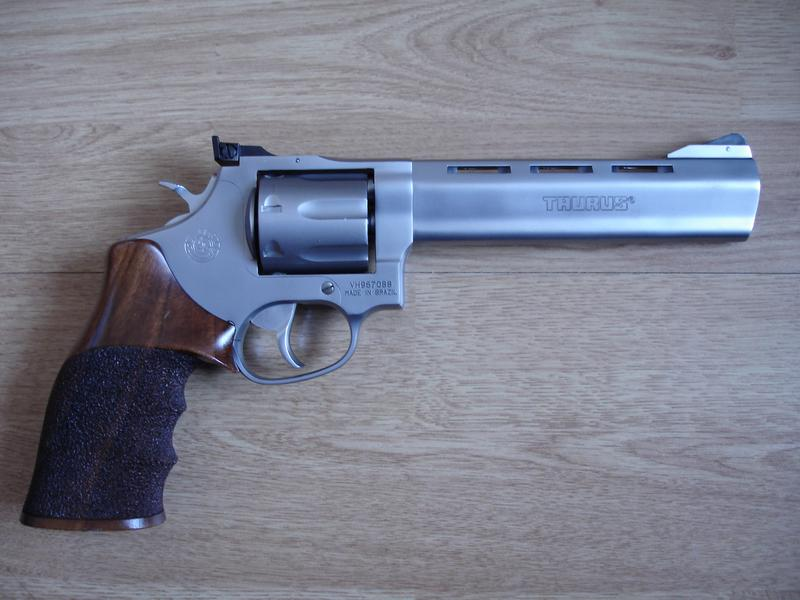
Taurus Tracker 627
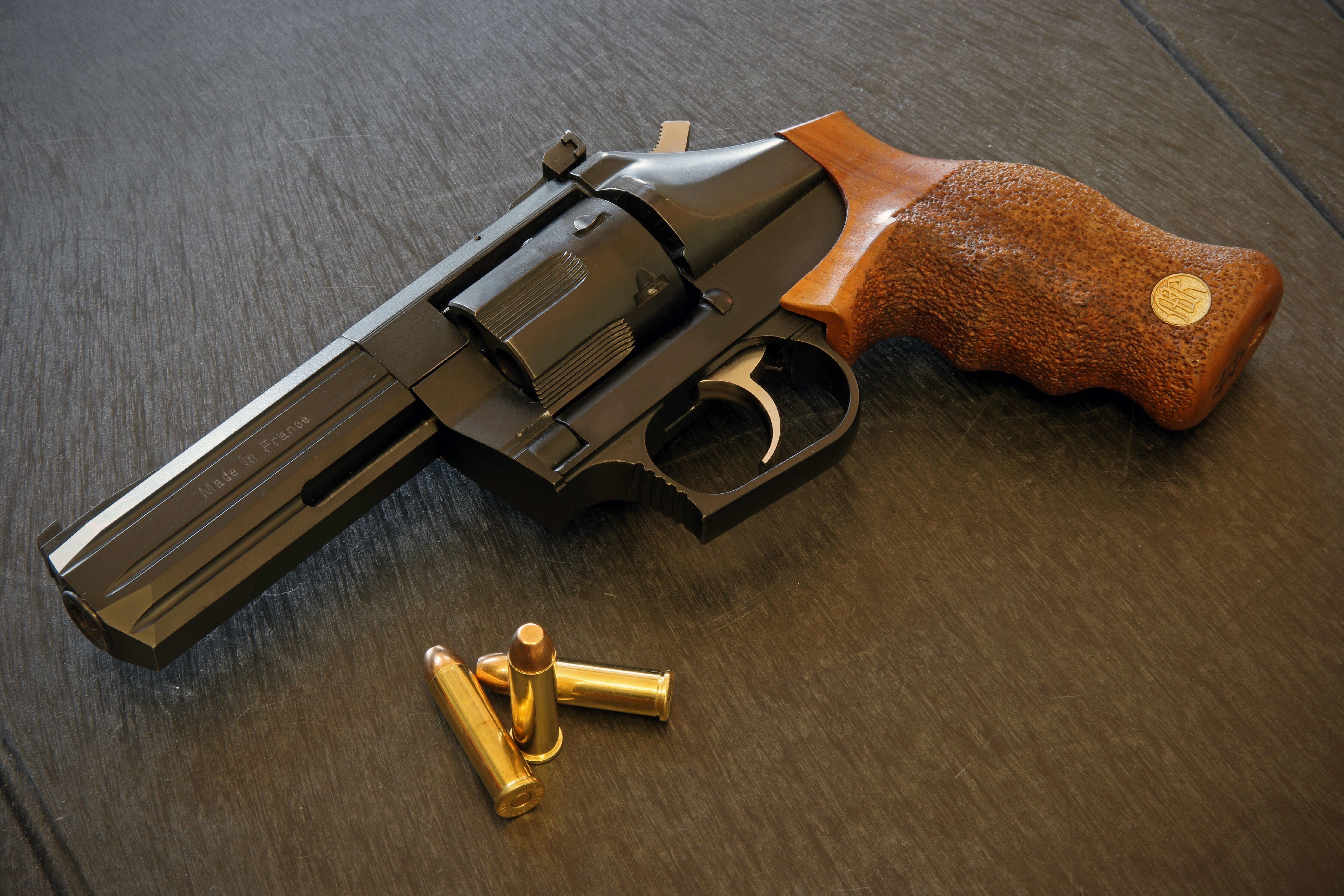
Manurhin MR 93
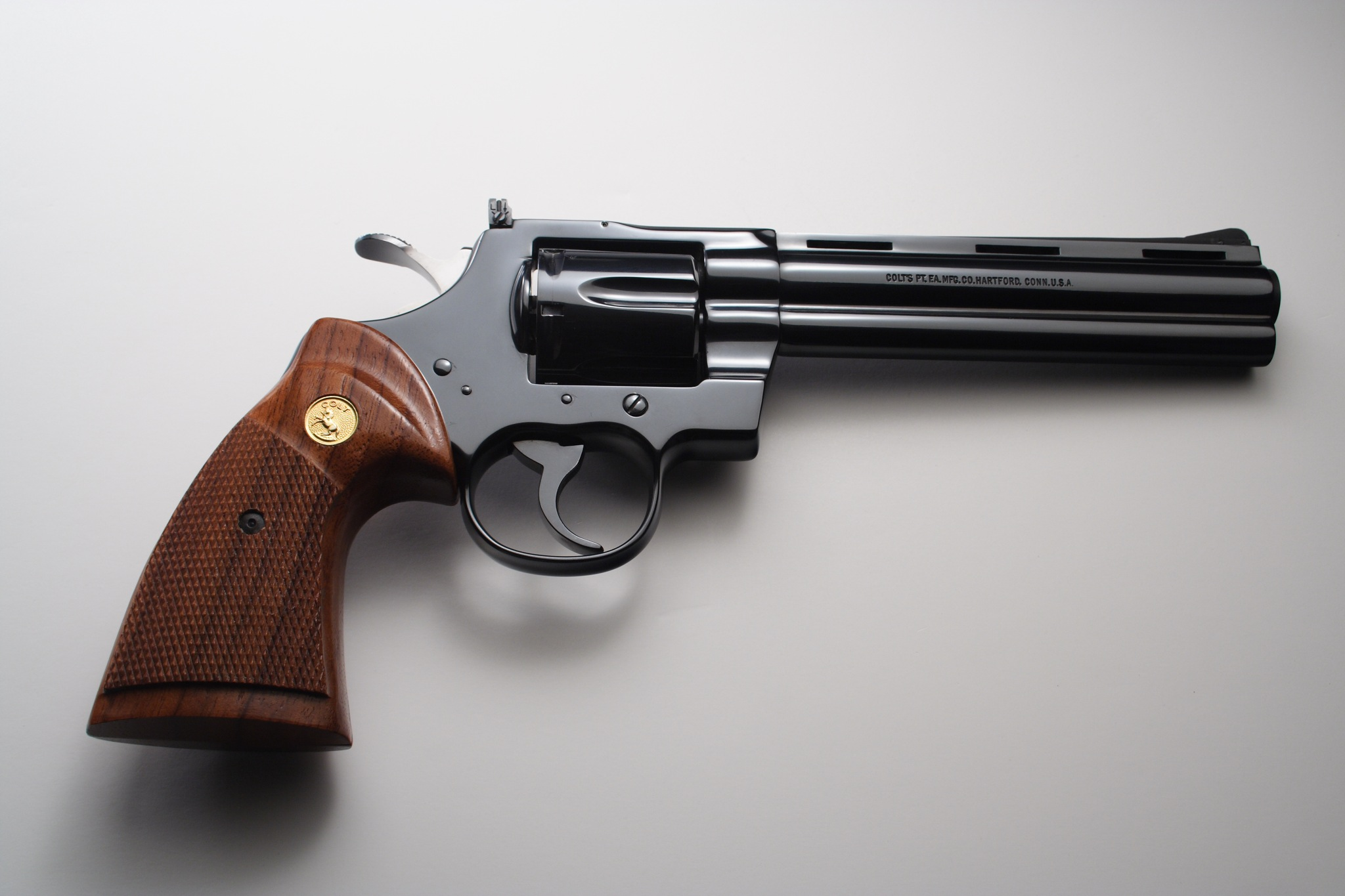
Colt Python 1207
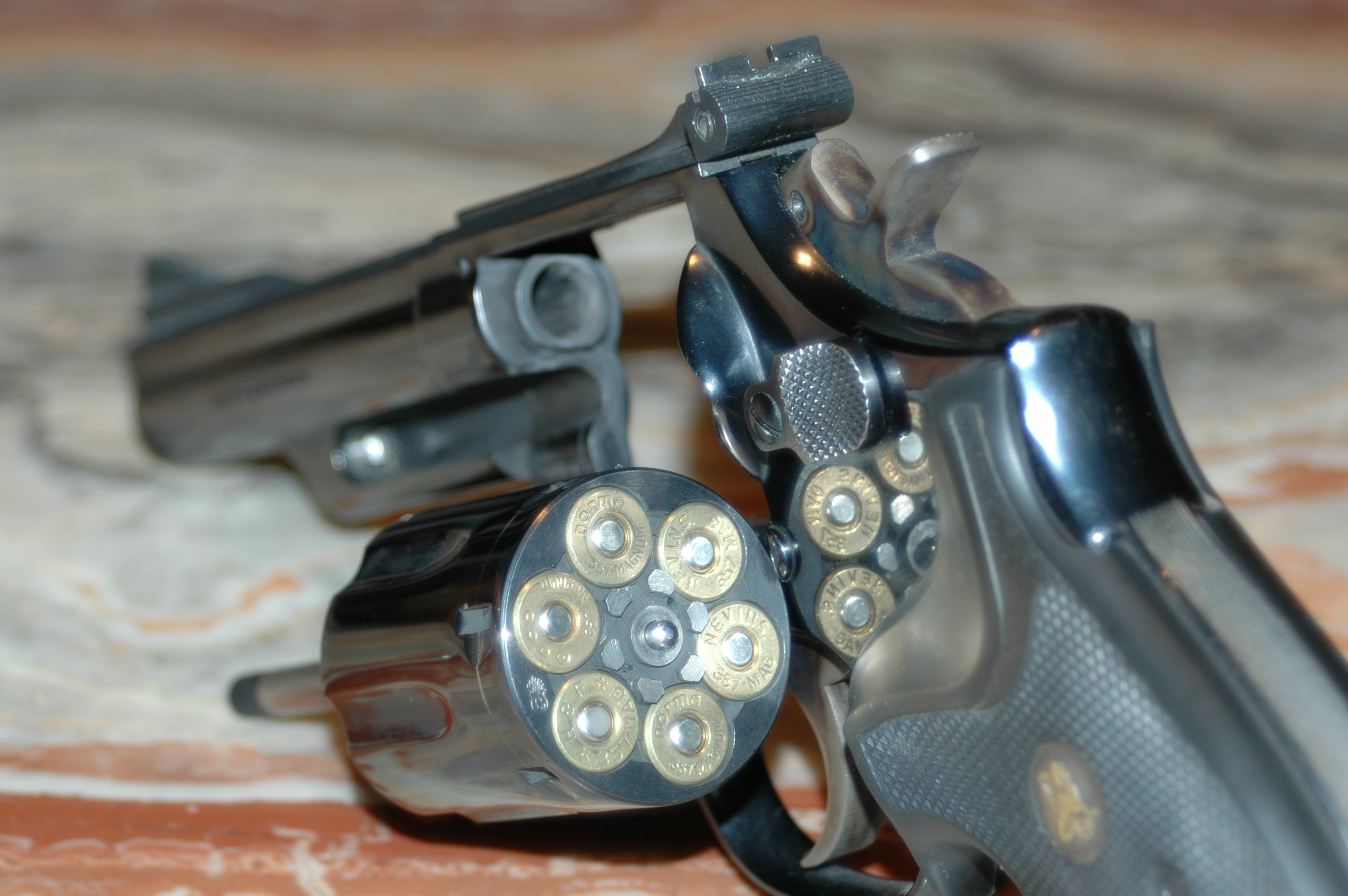
Un Smith & Wesson Model 19 barillet pivotant ouvert et chargé

## Comparaisons du .357 magnum
Ce tableau présente les caractéristiques balistiques des munitions d'armes de poing les plus connues. La performance utile typique se base sur les caractéristiques des munitions standard du marché les plus fréquemment rencontrées, ceci à titre de comparaison.
La performance d'une munition, c'est-à-dire son impact sur la cible s'exprime en joules selon la formule E = 1/2 M.V2 où M est la masse et V la vitesse de la balle
Le recul ressenti dans l'arme, se mesure lui par la quantité de mouvement exprimée en kg m/s selon la formule Q = M.V
Ainsi une munition de calibre .45 ACP a une performance comparable à une munition de 9 mm Luger (environ 510 J), mais provoque un recul supérieur (3,87 kg m/s contre 2,89 kg m/s)
|                                        | Données balistiques (munitions du marché) | Données balistiques (munitions du marché) | Données balistiques (munitions du marché) | Données balistiques (munitions du marché) | Données balistiques (munitions du marché) | Données balistiques (munitions du marché) | Données balistiques (munitions du marché) | Données balistiques (munitions du marché) | Données balistiques (munitions du marché) | Données balistiques (munitions du marché) | performance utile typique* | performance utile typique* | performance utile typique* | performance utile typique* |
| Caractéristique                        | Diamètre balle                            | Diamètre balle                            | longueur cartouche                        | longueur douille                          | poids balle                               | poids balle                               | vitesse min                               | vitesse max                               | Énergie min                               | Énergie max                               | Poids                      | Vitesse                    | Énergie                    | Recul                      |
| -------------------------------------- | ----------------------------------------- | ----------------------------------------- | ----------------------------------------- | ----------------------------------------- | ----------------------------------------- | ----------------------------------------- | ----------------------------------------- | ----------------------------------------- | ----------------------------------------- | ----------------------------------------- | -------------------------- | -------------------------- | -------------------------- | -------------------------- |
| unité                                  | mm                                        | pouce                                     | mm                                        | mm                                        | g                                         | Grain                                     | m/s                                       | m/s                                       | J                                         | J                                         | grain                      | m/s                        | J                          | kg m/s                     |
| Munitions de pistolet semi-automatique |                                           |                                           |                                           |                                           |                                           |                                           |                                           |                                           |                                           |                                           |                            |                            |                            |                            |
| .22 LR                                 | 5,56                                      | .223                                      | 25,40                                     | 15,60                                     | 1,9 - 2,6                                 | 30 - 40                                   | 370                                       | 500                                       | 180                                       | 260                                       | 32                         | 440                        | 200                        | 0,91                       |
| 7,65 mm Browning                       | 7,94                                      | .313                                      | 25                                        | 17,30                                     | 4-5                                       | 62-77                                     | 280                                       | 335                                       | 170                                       | 240                                       | 73                         | 318                        | 239                        | 1,50                       |
| 9 mm court                             | 9,01                                      | .355                                      | 25                                        | 17,30                                     | 6                                         | 90                                        | 290                                       | 350                                       | 280                                       | 360                                       | 90                         | 300                        | 260                        | 1,72                       |
| 9 mm Luger                             | 9,01                                      | .355                                      | 29,70                                     | 19,15                                     | 8-12                                      | 124-180                                   | 330                                       | 400                                       | 480                                       | 550                                       | 124                        | 360                        | 520                        | 2,89                       |
| 9 mm Imi                               | 9,01                                      | .355                                      | 29,70                                     | 21,15                                     | 8-12                                      | 124-180                                   | 330                                       | 400                                       | 480                                       | 550                                       | 124                        | 360                        | 520                        | 2,89                       |
| .38 super auto                         | 9,04                                      | .356                                      | 32,51                                     | 22,86                                     | 8-10                                      | 124-154                                   | 370                                       | 430                                       | 570                                       | 740                                       | 130                        | 370                        | 580                        | 3,12                       |
| .357 SIG                               | 9,06                                      | .357                                      | 28,96                                     | 21,97                                     | 6,5-8                                     | 100-124                                   | 410                                       | 490                                       | 690                                       | 820                                       | 125                        | 413                        | 692                        | 3,34                       |
| .40 S&W                                | 10,17                                     | .400                                      | 28,80                                     | 21,60                                     | 8,7-13                                    | 135 - 200                                 | 300                                       | 340                                       | 500                                       | 700                                       | 180                        | 295                        | 510                        | 3,44                       |
| 10 mm Auto                             | 10,17                                     | .400                                      | 32,00                                     | 25,20                                     | 9-15                                      | 140 - 230                                 | 350                                       | 490                                       | 680                                       | 960                                       | 180                        | 380                        | 996                        | 4,82                       |
| .45 ACP                                | 11,43                                     | .450                                      | 32,40                                     | 22,80                                     | 11-15                                     | 170 - 230                                 | 255                                       | 340                                       | 480                                       | 670                                       | 230                        | 260                        | 510                        | 3,87                       |
| .45 GAP                                | 11,43                                     | .450                                      | 27,20                                     | 19,20                                     | 11-15                                     | 170 - 230                                 | 255                                       | 340                                       | 480                                       | 670                                       | 200                        | 310                        | 624                        | 4,03                       |
| .454 Casull                            | 11,48                                     | .452                                      | 45,00                                     | 35,10                                     | 16 - 26                                   | 240 - 400                                 | 430                                       | 580                                       | 2300                                      | 2600                                      | 300                        | 500                        | 2460                       | 9,72                       |
| .50 AE                                 | 12,70                                     | .500                                      | 40,90                                     | 32,60                                     | 19 - 21                                   | 300 - 325                                 | 440                                       | 470                                       | 1900                                      | 2200                                      | 300                        | 470                        | 2150                       | 9,13                       |
| Munitions de revolver                  |                                           |                                           |                                           |                                           |                                           |                                           |                                           |                                           |                                           |                                           |                            |                            |                            |                            |
| .22 LR                                 | 5,56                                      | .223                                      | 25,40                                     | 15,60                                     | 1,9 - 2,6                                 | 30 - 40                                   | 370                                       | 500                                       | 180                                       | 260                                       | 32                         | 440                        | 200                        | 0,91                       |
| .22 Magnum                             | 5,56                                      | .223                                      | 34,30                                     | 26,80                                     | 1,9 - 3,2                                 | 30 - 50                                   | 470                                       | 700                                       | 410                                       | 440                                       | 40                         | 572                        | 430                        | 1,48                       |
| .38 Special                            | 9,06                                      | .357                                      | 39,00                                     | 29,30                                     | 8-10                                      | 124-154                                   | 270                                       | 350                                       | 300                                       | 450                                       | 158                        | 295                        | 435                        | 3,02                       |
| .357 Magnum                            | 9,06                                      | .357                                      | 40,00                                     | 33,00                                     | 8-12                                      | 124-180                                   | 380                                       | 520                                       | 780                                       | 1090                                      | 158                        | 395                        | 796                        | 4,04                       |
| .41 Magnum                             | 10,40                                     | .410                                      | 40,40                                     | 32,80                                     | 11 - 17                                   | 170 - 260                                 | 380                                       | 480                                       | 900                                       | 1800                                      | 210                        | 375                        | 956                        | 5,10                       |
| .44 Magnum                             | 10,90                                     | .429                                      | 41,00                                     | 32,60                                     | 16 - 22                                   | 240 - 340                                 | 350                                       | 450                                       | 1000                                      | 1800                                      | 240                        | 360                        | 1010                       | 5,59                       |
| .460 S&W Magnum                        | 11,48                                     | .452                                      | 58,40                                     | 46,00                                     | 13 - 26                                   | 200 - 400                                 | 465                                       | 700                                       | 2700                                      | 3800                                      | 260                        | 630                        | 3340                       | 10,64                      |

## Utilisateurs
- Afrique du Sud
- Albanie
- Algérie - Police : (BRI) "Brigade de Recherche et d'Intervention" - Armée : (GIS) "Groupe d'Intervention Spécial".
- Allemagne
- Arabie saoudite
- Argentine
- Australie
- Belgique - Gespecialiseerde Verkenningsploegen (GVP) / Équipes Spécialisées de Reconnaissance (ESR), Speciaal Interventie-Eskadron (SIE) / Escadron Spécial d'Intervention (ESI) / Services d'interventions des polices locales.
- Brésil
- Canada
- Chili
- Colombie
- Corée du Sud
- Danemark
- Égypte
- Émirats arabes unis - UAE Special Forces, Abu Dhabi Police SWAT, Dubai Police SWAT, UAE VIP Protection Team.
- Espagne
- États-Unis
- Finlande - sous le nom de 9.00 KP 2000.
- France - Notamment en usage dans le Groupe d'intervention de la gendarmerie nationale, armée française.
- Hong Kong - Special Duties Unit (en).
- Iran
- Irlande
- Italie
- Jamaïque - Jamaica Constabulary Force (JCF).
- Japon
- Maroc (par l'armée, la police et les forces spéciales).
- Mexique
- Royaume-Uni -Special Air Service, Forces spéciales britanniques.